# Billboard Italia Women in Music
I Billboard Italia Women in Music sono un riconoscimento annuale di Billboard Italia, ispirato ai Billboard Women in Music.

## Storia
Dopo la prima edizione dei Billboard Women in Music nel 2007, i premi sono stati assegnati ad artiste di ogni nazionalità che hanno ottenuto risultati nelle classifiche statunitensi stilate della rivista Billboard. Nel 2023 la pubblicazione ha lanciato il primo premio internazionale al di fuori degli Stati Uniti, i Billboard Latin Women in Music, specifico per la musica latina. Nel 2024 Billboard Women in Music ha introdotto il Global Force Award, assegnato a «cantanti, cantautrici, strumentiste e produttrici che hanno dato un contributo innovativo all'industria musicale» selezionate dalle pubblicazioni Billboard in tutto il mondo, tra cui Annalisa selezionata da Billboard Italia. Da allora Billboard ha esteso la cerimonia Women in Music ai singoli territori internazionali in cui la rivista è pubblicata, tra cui Billboard Italia. La prima edizione si è tenuta il 16 settembre 2024 presso il Teatro Manzoni di Milano, con la collaborazione della Società Italiana degli Autori ed Editori, Rinascente, Rabanne e Radio 105.

## Premi

### Donna dell'anno
- Anna (2024)[12]

### Icona
- Laura Pausini (2024)[13]

### Artista dal vivo dell'anno
- Elodie (2024)[14]

### Hitmaker dell'anno
- Gaia (2024)[14]

### Rivelazione
- BigMama (2024)[15]

### Star in ascesa
- Clara (2024)[16]

### DJ dell'anno
- Anfisa Letyago (2024)[17]

### Autrice dell'anno
- Federica Abbate (2024)[18]

### Produttrice dell'anno
- Marta Salogni (2024)[19]

### Manager dell'anno
- Marta Donà (2024)[20]

### A&R dell'anno
- Sara Potente (2024)[14]

### Stylist dell'anno
- Ramona Tabita (2024)[14]